# Joseph Gutmann (Pädagoge, 1865)
Joseph Gutmann (* 15. Dezember 1865 in Beverungen, Provinz Westfalen; † 23. Januar 1941 in Paris) war ein deutscher Pädagoge und Rabbiner. Von 1895 bis 1900 war Gutmann Schulleiter der Marks-Haindorf-Stiftung in Münster.

## Leben
Gutmann wurde 1865 als Sohn des jüdischen Elementarschullehrers Isidor Gutmann geboren. Seine früheste Kindheit verbrachte er in Rees am Rhein. 1873 zog die Familie nach Vlotho. Die dortige Grundschule bot Französisch-Unterricht, in Englisch und Latein wurde Gutmann zudem von seinem Vater unterrichtet, weshalb er 1877 als erster jüdischer Schüler in die Höhere Privatknabenschule Vlotho aufgenommen wurde. Die Familie zog 1880 nach Minden, wo Joseph Gutmann auf das Realgymnasium wechselte. 1882 verließ er dieses mit dem Abschluss der Unterprima.
Sein Vater sah für ihn die Kaufmanns-Ausbildung vor, da der Familie das Geld für ein Hochschulstudium fehlte. Joseph Gutmann entschied sich allerdings für den Lehrerberuf, weshalb er im Herbst 1882 in das Lehrerseminar der Marks-Haindorf-Stiftung in Münster eintrat. Im Februar 1883 legte er die Religionslehrerprüfung ab und bestand 1885 am katholischen Lehrerseminar Büren die erste Lehrerprüfung.
1885 bis 1888 war Gutmann als Lehrer und Kultusbeamter in der jüdischen Gemeinde Gera tätig. Dort bestand er 1888 auch das Abitur. Anschließend studierte er an der Friedrich-Wilhelms-Universität in Berlin Mathematik, Germanistik, Anglistik und Französisch. Zusätzlich bildete er sich an der Hochschule für die Wissenschaft des Judentums zum Rabbiner aus. Im September promovierte Gutmann mit dem Thema „Untersuchungen über das mittelenglische Gedicht the Buke of the Howlat“ an der Universität Halle zum Dr. phil. Anstatt danach eine Universitäts-Laufbahn einzuschlagen, arbeitete Gutmann in einem Berliner Waisenhaus als Erzieher. 1894 legte er in Berlin die Prüfung für das höhere Lehramt ab. Während seiner Studienjahre in Berlin hatte Gutmann Felix Coblenz kennengelernt. Auf dessen Anregung bewarb er sich 1895 auf die Leiterstelle der Marks-Haindorf-Stiftung.
Diesen Posten hatte er bis zum 30. September 1900 inne. In diesem Jahr übernahm Gutmann die Leitung der jüdischen Mädchenschule in Berlin. 1911 berief man ihn zum Leiter der Lehrerbildungsanstalt und Knabenschule der jüdischen Gemeinde Berlin. Wie zuvor in Münster, so wurde auch in Berlin Meier Spanier sein Nachfolger.
Bis zu seiner Pensionierung 1930/31 blieb er Leiter der Knabenschule. Ab 1927 führte er im selben Gebäude die Höhere Schule des „Preußischen Landesverbandes jüdischer Gemeinden“, in der Volksschullehrer in Hebräisch und religiösen Fächern unterrichtet wurden. In Berlin war Gutmann Mitglied zahlreicher jüdischer Gremien, darunter des „Vereins für jüdische Geschichte und Literatur“. In zahlreichen Vorträgen plädierte er für die strikte Trennung von jüdischem Religionsunterricht und Hebräisch, um sich stärker an die Gepflogenheiten im christlichen Religionsunterricht anzupassen. Zudem war Gutmann wie Meier Spanier richtungsweisend in der Anpassung des jüdischen Religionsunterrichtes an moderne Grundsätze der Pädagogik.
Noch 1939 veröffentlichte Joseph Gutmann in Berlin sein größtes Werk, „Eine Anleitung zum Lesen der Bibel“, dessen Verbreitung durch die Politik der Nationalsozialisten behindert wurde. Im selben Jahr verließ er Deutschland und konnte so dem Holocaust entgehen: Gemeinsam mit seiner Frau emigrierte er nach Paris, wo er 1941 verstarb.